# سییارتوهازا
سییارتوهازا (به مجاری:  Szijártóháza) یک منطقهٔ مسکونی در مجارستان است که در ناحیه لنتی واقع شده‌است.